# Hydraena monteithi
Hydraena monteithi är en skalbaggsart som beskrevs av Perkins 2007. Hydraena monteithi ingår i släktet Hydraena och familjen vattenbrynsbaggar. Inga underarter finns listade i Catalogue of Life.